# Якорь Брюса

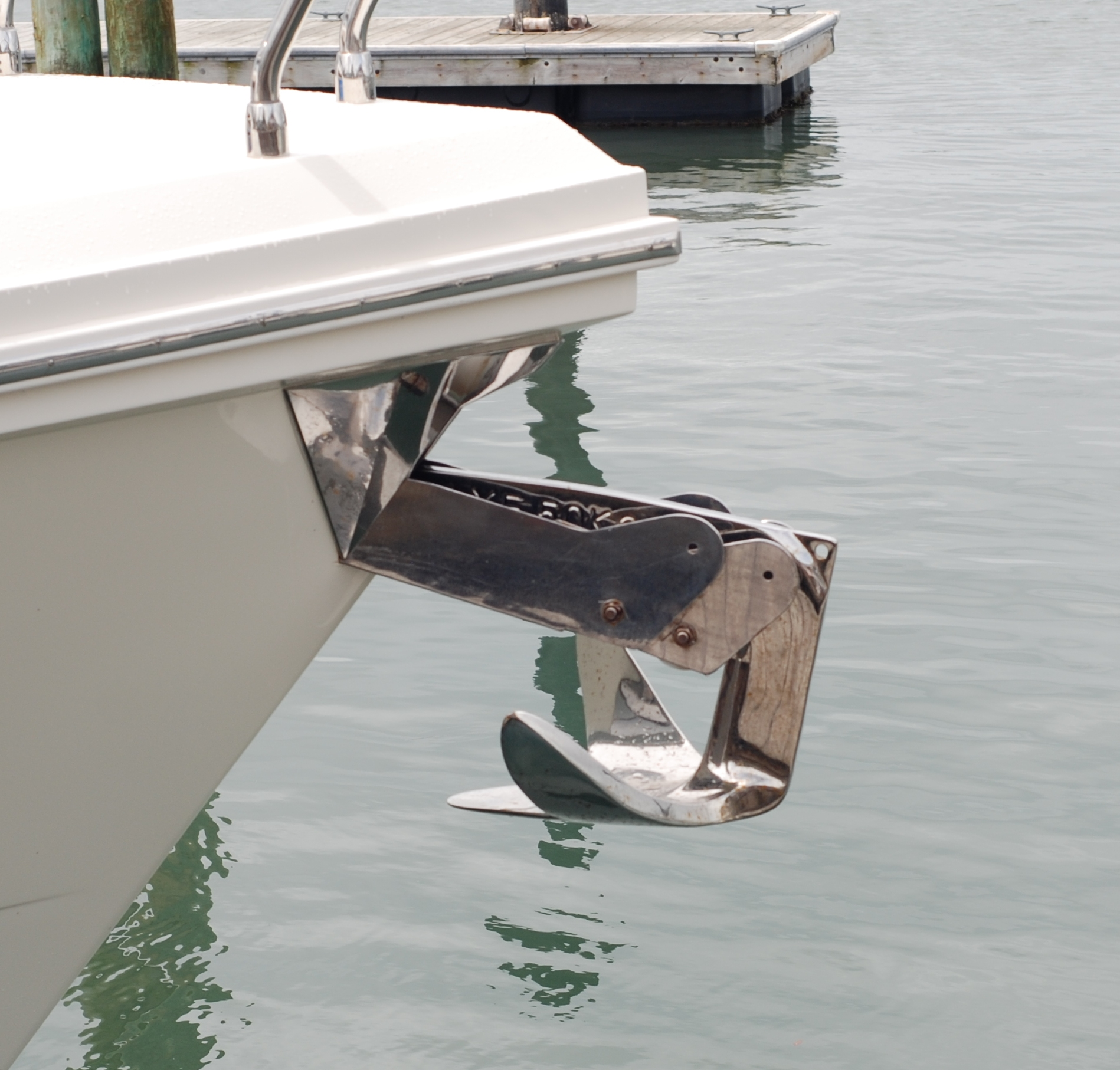
Яхтенный якорь Брюса.

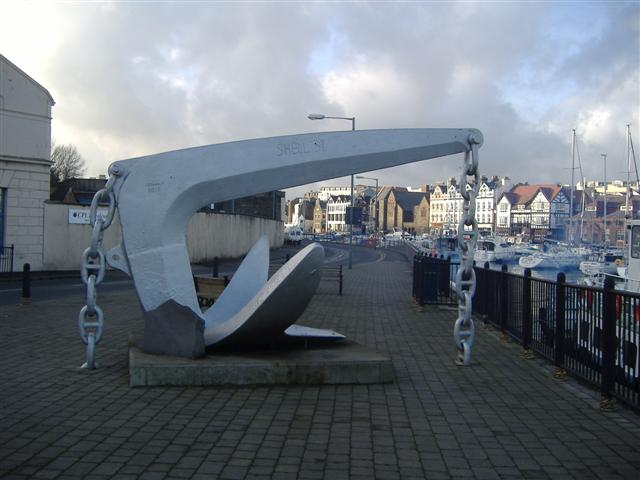
Якорь Брюса.

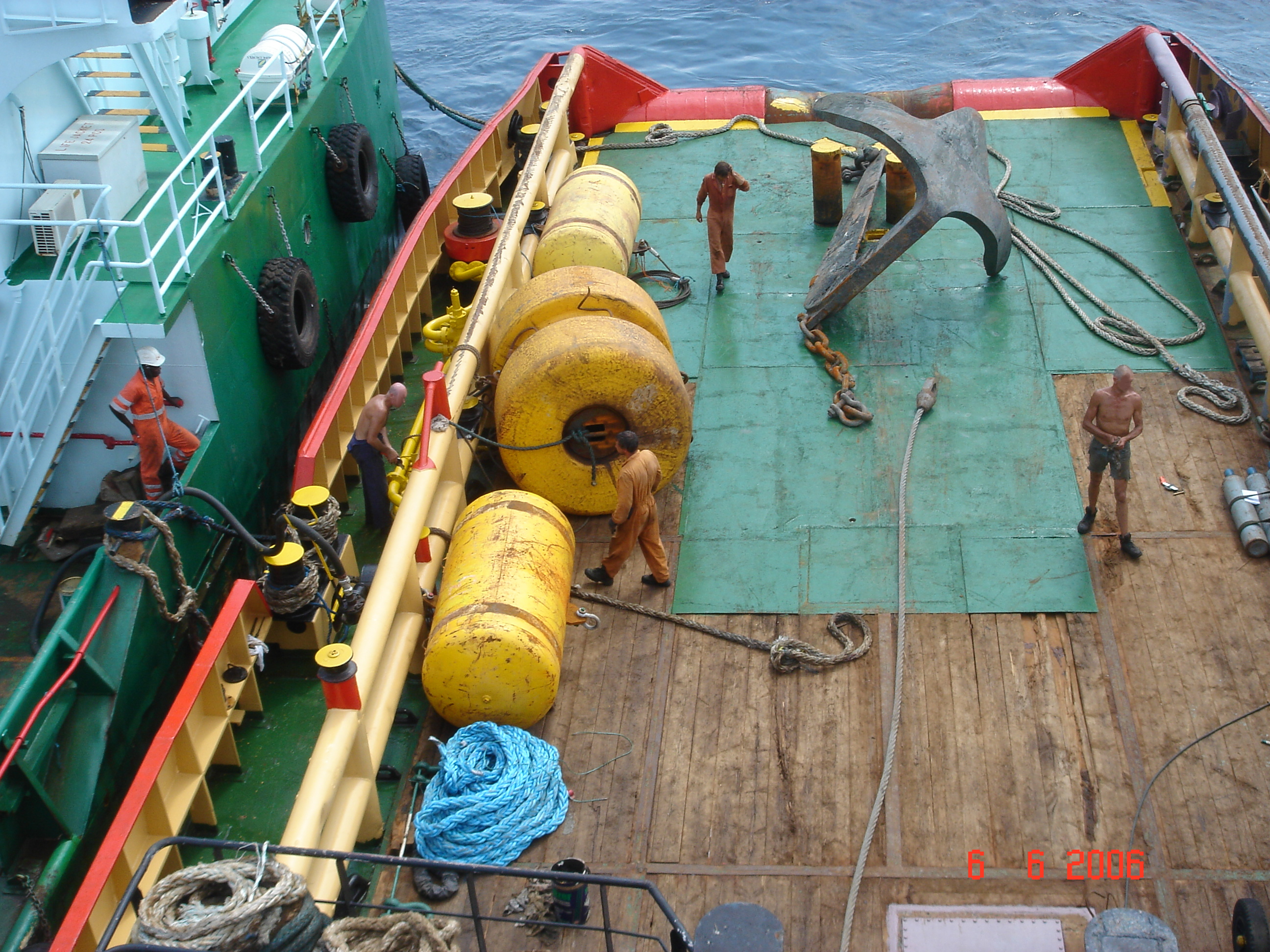
Якорь Брюса на палубе судна-килектора.

Якорь Брюса (англ. Bruce anchor)  —  бесштоковый однорогий якорь повышенной держащей силы, разработанный шотландской фирмой «Bruce anchor ltd.».
Является модификацией однорогого якоря адмиралтейского типа. Плоская лапа якоря Брюса снабжена своеобразными загибами, что позволяет ему зарываться в грунт даже в случае падения на дно боком. Внутренняя сторона веретена этого якоря, обращенная к лапе, заострена подобно режущей кромке меча, что позволяет ему легко входить в грунт. 
Якорь Брюса, выпускаемый в больших весовых категориях, используется в основном как мёртвый якорь и служит для обеспечения длительной стоянки плавучих маяков, навигационных знаков, рейдовых якорных бочек, нефтяных платформ и других плавучих объектов. Однако, благодаря сохранению большой держащей силы и в малых весовых категориях, этот якорь пользуется популярностью в качестве станового для маломерных судов (катеров, буксиров, яхт, лодок). Якоря Брюса или «плуг» одинаковых размеров, изготовленные из стали и алюминия, обладают практически одинаковой держащей силой, несмотря на различный вес. 
Вес оказывает своё влияние на держащую силу, но применительно к современным бесштоковым якорям это не столь однозначно.